# Дайфед
Дайфед (Welsh pronunciation: [ˈdəvɛd]) — збережене графство на південному заході Уельсу. Це переважно сільська місцевість з береговою лінією на Ірландському морі та Брістольському каналі.
Між 1974 і 1996 роками Дайфед також називалася рада округу, і ця назва досі використовується для певних церемоніальних та інших цілей.

## Історія
Дайфед є збереженим графством Уельсу. Спочатку він був створений як адміністративна рада графства 1 квітня 1974 року відповідно до Закону про місцеве самоврядування 1972 року та охоплював приблизно ту саму географічну територію, що й стародавнє князівство Дехойбарт, але за винятком півострова Гауер і території на захід від річки Таве.
Вибір назви Дайфед ґрунтувався на історичній назві регіону, який колись заселили ірландці Дейсі, а сьогодні відомий як Пембрукшир. Історичний Dyfed ніколи не включав Кередигіон і лише ненадовго включав Кармартеншир. Сучасний Дайфед утворився з адміністративних графств, які відповідали стародавнім графствам Кардіганшир, Кармартеншир і Пембрукшир. Наступного дня його було розділено на райони місцевого самоврядування.
| Адміністративний повіт 1889–1974 | Райони місцевого самоврядування 1974–1996 роки |
| -------------------------------- | ---------------------------------------------- |
| Кардиганшир                      | Кередигіон                                     |
| Кармартеншир                     | Кармартен, Дінефр, Лланеллі                    |
| Пембрукшир                       | Преселі, Південний Пембрукшир                  |

## Штаб
Адміністративним центром ради графства Дайфед був Кармартен, а найбільшим поселенням був Лланеллі. Серед інших значних населених пунктів були Гаверфордвест, Мілфорд-Гейвен і Аберіствіт.

## Географія
Дайфед має довге узбережжя Ірландського моря на заході та Брістольський канал на півдні. Він межує зі збереженими графствами Гвінед на півночі, Повіс на сході та Західний Гламорган на південному сході.